# Uniwersytet w Orleanie
Uniwersytet w Orleanie (fr. Université d’Orléans) – francuski uniwersytet, jedna z najstarszych uczelni wyższych we Francji. Kampus uniwersytecki jest usytuowany w Orléans-la-Source, kilka kilometrów na południe od centrum Orleanu.

## Historia

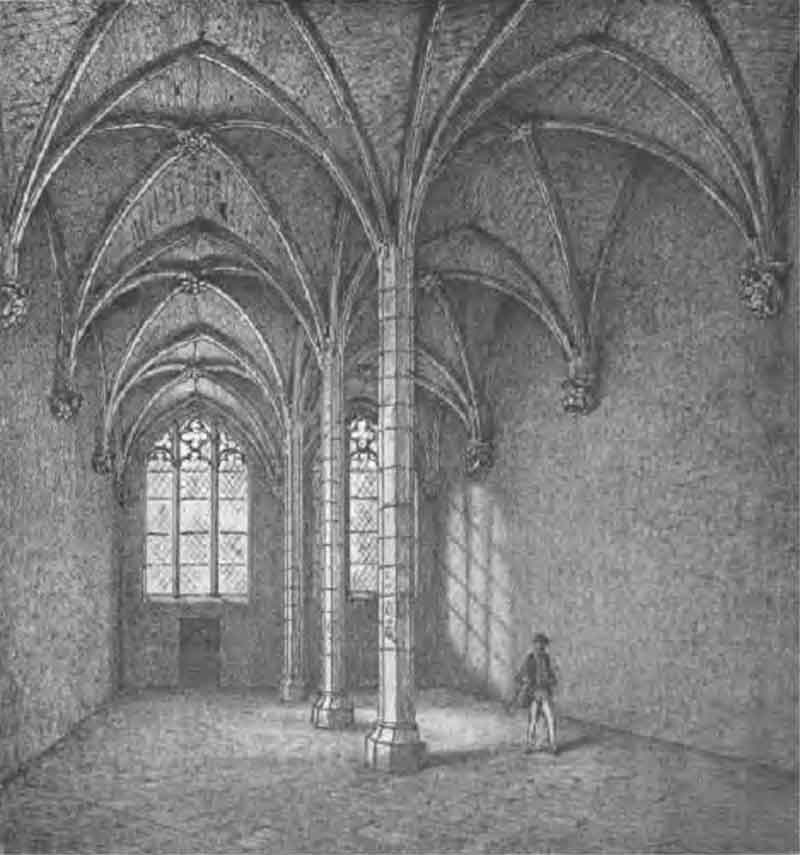
Uniwersytet w Orleanie, Wielki Hol

W 1235 roku Orlean uzyskał pozwolenie papieża Grzegorza IX na nauczanie prawa rzymskiego. Uniwersytet został utworzony 27 stycznia 1306 roku przez papieża Klemensa V, stając się czwartym uniwersytetem we Francji – wcześniej zostały już założone uniwersytety w Paryżu, Tuluzie i Montpellier. Uniwersytet znany był głównie z nauczania prawa cywilnego. W XVIII wieku nastąpił upadek uniwersytetu, który został zamknięty w roku 1793.
Początkowo usytuowany wokół kolegiaty Saint-Pierre-le-Puellier, w momencie odnowienia w 1960 roku został przeniesiony do Orléans-la-Source, kilka kilometrów na południe od Loary, gdzie posiada prawie 400 hektarów powierzchni do swojej dyspozycji.
Uniwersytet w Orleanie stopniowo powiększał się o wydziały: nauk ścisłych (1961), prawa (1968), nauk humanistycznych (1969), sportu (1992), Uniwersytecki Instytut Technologiczny w Orleanie (1967), w Bourges (1968), w Chatearoux (1992) i w Chartres (1996), Uniwersytet Czasu Wolnego (1997) i dwie szkoły inżynierskie (ESEM w 1982 r. i ESPEO w 1992 r.), które w 2003 r. zostały połączone w Ecole Polytechnique d’Orléans
Uniwersytet jest częścią Pôle Universitaire Centre Val de Loire

### Słynni wykładowcy

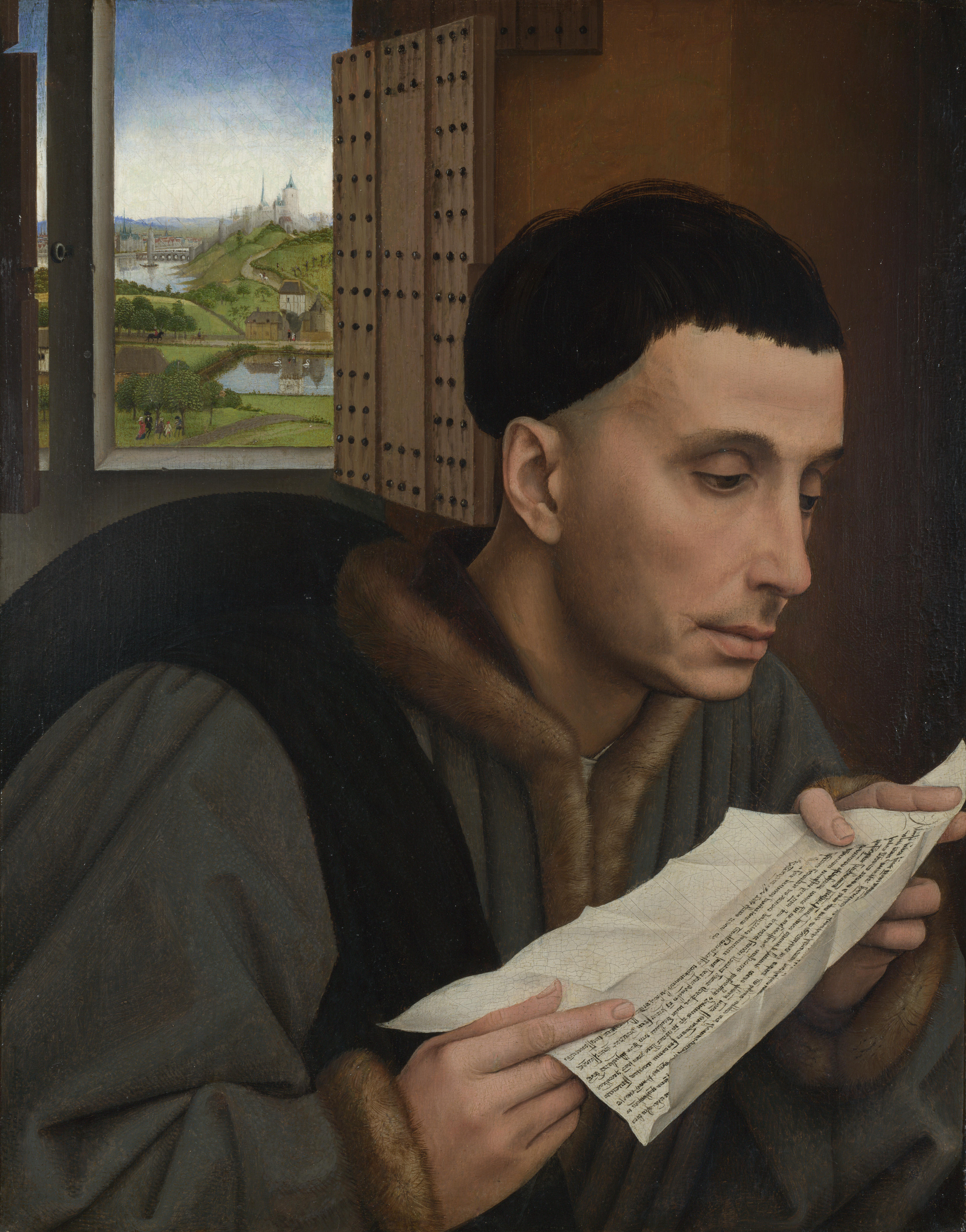
Św. Iwo z Bretanii

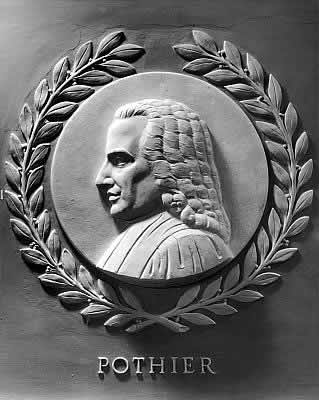
Pothier, rzeźba w Izbie Reprezentantów USA

- Robert-Joseph Pothier (1699–1722), prawnik, jeden z najwybitniejszych cywilistów francuskich
- Daniel Jousse (1704–1781), prawnik

### Słynni absolwenci
- Św. Iwo z Bretanii († 1303), patron prawników
- Étienne de Mornay, doradca Filipa IV Pięknego
- Johannes Reuchlin (1455–1522), pionier studiów hebraistycznych
- Guillaume Budé (1468–1540)
- Jan Kalwin (1509–1564)
- Étienne de La Boétie (1530–1563)
- Agrippa d’Aubigné (1552–1630)
- Théophraste Renaudot (1586–1653)
- Pierre de Fermat (około 1601–1665) uzyskał tu licencjat z nauk prawnych 1631
- Molière (1622–1673)
- Charles Perrault (1628–1703)
- Jean de La Bruyère (1645–1696)

## Dydaktyka
W roku 2006 na uniwersytecie studiowało ok. 15 tysięcy studentów.

### Wydziały (UFR)
Uniwersytet składa się z czterech wydziałów (UFR – Unités de formation et de recherche)
- Nauk Humanistycznych, Filologii i Nauk Społecznych,
- Prawa, Ekonomii i Zarządzania,
- Nauk Ścisłych,
- Nauk i Technik Kultury Fizycznej.

### Centra badawcze (IUT)
W skład uniwersytetu wchodzą również cztery centra badawcze IUT Regionu Centralnego:
- Orlean, składający się z czterech oddziałów:
  - Chemiczny,
  - Inżynierii mechanicznej i produkcyjnej,
  - Informatyki,
  - Jakości, logistyki przemysłowej i organizacji,
  - Zarządzania przedsiębiorstwami i instytucjami.
- Bourges,
- Chartres,
- Indre.

### Działalność naukowo-dydaktyczna w Polsce
Uniwersytet w Orleanie ściśle współpracuje z Uniwersytetem Jagiellońskim, co przyczyniło się do uruchomienia następujących programów:
- Szkoła Prawa Francuskiego (prowadzona przez wykładowców obu uniwersytetów);
- Program Master en Droit Privé, prowadzący do uzyskania francuskiego państwowego dyplomu magisterskiego z zakresu nauk prawnych (prawo prywatne) o specjalności francuskie i międzynarodowe prawo gospodarcze;

Uczestnicy programu magisterskiego posiadają status studentów Uniwersytetu w Orleanie, otrzymują francuską legitymację studencką oraz indywidualne konta uniwersyteckie. Zajęcia prowadzone są w Krakowie przez wykładowców Uniwersytetu w Orleanie, przy zachowaniu francuskich wymagań dotyczących prowadzenia studiów magisterskich, włącznie z liczbą godzin akademickich oraz wymogami egzaminacyjnymi. Programy zakończone są obroną pracy magisterskiej napisanej pod kierunkiem opiekuna naukowego z Uniwersytetu w Orleanie.

### Inne
Uniwersytet posiada kilka laboratoriów CNRS oraz szkołę inżynierską (Polytech’ Orléans).
W roku 2008 został do niego przyłączony Uniwersytecki Instytut Szkolenia Kadry Dydaktycznej (Institut universitaire de formation des maîtres).
Mistrz Francji i Europy w uniwersyteckich rozgrywkach piłki nożnej w roku 2007.